# Dytjärnen (Sunnemo socken, Värmland)
Dytjärnen är en sjö i Hagfors kommun i Värmland och ingår i Göta älvs huvudavrinningsområde.